# Chynna Phillips
Chynna Gilliam Phillips (Los Angeles, 12 febbraio 1968) è una cantante e attrice statunitense.
È membro fondatore del trio canoro femminile Wilson Phillips.
È figlia di John e Michelle Phillips, membri dei Mamas & Papas, nonché sorella consanguinea di Bijou e Mackenzie Phillips.

## Biografia
Iniziò la sua carriera artistica come attrice, apparendo in produzioni cinematografiche quali Un meraviglioso batticuore (1987), Caddyshack II (1988), Non per soldi... ma per amore (1989) e come comparsa in Roxanne: The Prize Pulitzer (1989).
Nel 1989, insieme alle amiche d'infanzia Carnie e Wendy Wilson, figlie di Brian Wilson dei Beach Boys, fonda le Wilson Phillips, con cui realizza due LP in studio nel 1990 e nel 1992.
Nel 1993 intraprende la carriera solista e, nel 1995, pubblica l'album Naked And Sacred con la casa musicale EMI.
Una canzone dall'album, I Live for You, è utilizzata nel film Striptease (1996). Tuttavia, l'album è un flop commerciale, avendo venduto circa 22000 copie nei soli Stati Uniti. .
Nel 2004 presta la voce nella serie Danny Phantom, per il canale tv Nickelodeon. Nello stesso anno ritorna con Carnie e Wendy Wilson per un album di canzoni cover intitolato California, che omaggia i giorni di gloria musicale del gruppo dei loro genitori: Mamas and Papas e Beach Boys. Dal 1995 è sposata con l'attore William Baldwin. La coppia ha tre figli: Jamieson (nata nel 2000), Vance (nato nel 2002), e Brooke (nata nel 2004).

## Filmografia parziale
- Un meraviglioso batticuore (Some Kind of Wonderful), regia di Howard Deutch (1987)
- Due palle in buca (Caddyshack II), regia di Allan Arkush (1988)
- Non per soldi... ma per amore (Say Anything...), regia di Cameron Crowe (1989)
- Danny Phantom - serie TV, 4 episodi (2004-2006)
- Le amiche della sposa (Bridesmaids), regia di Paul Feig (2011)